# Dracocephalum nuratavicum
Dracocephalum nuratavicum là một loài thực vật có hoa trong họ Hoa môi. Loài này được Adylov mô tả khoa học đầu tiên năm 1987.